# Miljenko Grgić
Miljenko Grgić (Desne, općina Kula Norinska, 1. travnja 1923. - 13. prosinca 2023.) bio je hrvatsko-američki vinar, osnivač i suvlasnik vinarije „Grgich Hills Cellar” (2006. godine preimenovana u „Grgich Hills Estate”) u Kaliforniji u Sjedinjenim Američkim Državama.
Miljenko Grgić (eng. Mike Grgich) rodio se u mjestu Desne u blizini Metkovića u Dubrovačko-neretvanskoj županiji. Njegova obitelj bavila se vinarstvom. Studirao je vinarstvo na Poljoprivredno-šumarskom fakultetu u Zagrebu (danas Agronomski fakultet). Godine 1954. otišao je u Njemačku na usavršavanje, zatim je emigrirao u Kanadu i naposljetku dobio posao u vinariji u Kaliforniji. Radio je u području Napa Valley, poznatom po vinogradima. 
Osnovao je vlastitu vinariju u suradnji s partnerom Austinom Hillsom u Rutherfordu u Kaliforniji pod nazivom Grgich Hills Cellar na 147 ha. 
Njegovo vino Chateau Montelena Chardonnay iz 1973. pobijedilo je na natjecanju vina u Parizu 1976. Osvojio je prvo mjesto u konkurenciji bijelih vina. Prijateljevao je s Ronaldom Reaganom, koji je prvo bio guverner Kalifornije, a zatim predsjednik SAD-a. Grgićeva vina bila su vrlo cijenjena u Bijeloj kući. Reagan ih je nosio kao poklon stranim državnicima.
Grgićev Chateau Montelena Chardonnay iz 1973., njegov kofer s kojim je doputovao u Ameriku, plava beretka, udžbenik sa zagrebačkog faklulteta i još nekoliko njegovih osobnih stvari dio su stalnog postava Smithsonian National Museum of American History u Washingtonu. Grgić je tako uz Teslu jedina osoba iz Hrvatske koja se spominje u ovom Američkom povijesnom muzeju. Smithsonian Institution odabrao je to vino među 137 milijuna artefakata u Smithsonijevoj kolekciji i kao jedan od "101 predmet koji su stvorili Ameriku" i objavio u knjizi "The Smithsonian's History of America in 101 Objects" zajedno s drugim ikoničnim američkim predmetima poput šešira Abrahama Lincolna, telefona Alexandera Grahama Bella i astronautskog kostima Neila Armstronga.
Kao priznanje njegovom doprinosu vinarskoj industriji, Grgić je primljen u Kuću slavnih "The Culinary Institute of America", 7. ožujka 2008.
Nakon proglašenja neovisnosti Republike Hrvatske, na zamolbu predsjednika Tuđmana, otvorio je svoju vinariju i na Pelješcu, kod sela Trstenik.
Umro je 13. prosinca 2023. godine u 101. godini života.